# Маркіян Тарасюк
Маркіян Тарасюк (англ. Markian Tarasiuk; 2 квітня 1993, Канада) — канадський актор українського походження, здобув популярність після виходу молодіжного фільму «Статус: Update» 2018 року.
Маркіян виріс у Вінніпезі, провінція Манітоба. Закінчив акторську школу за програмою театру «Студія 58» (Studio 58 Theatre) у Ванкувері. Дебютна роль у кіно — помічник керівника літнього табору Броган ван Скіох у телефільмі 2013 р. студії Діснея «Лагерні ліжка» (Bunks). Після цього знявся у багатьох кіно- та телевізійних фільмах у Канаді та США.

## Фільмографія
| Рік       |    | Українська назва | Оригінальна назва             | Роль                                                        |
| --------- | -- | ---------------- | ----------------------------- | ----------------------------------------------------------- |
| 2009      | с  |                  | Kung Fu Dino                  | Posse Джером (голос, епізод 18 «Dino Cruise»)               |
| 2009—2010 | с  |                  | Noonbory and the Super Seven  | Тотоборі (27 епізодів)                                      |
| 2013      | тф |                  | Bunks                         | Броган                                                      |
| 2014      | ф  |                  | Perfect Sisters               | студент (не вказаний у титрах)                              |
| 2016      | с  | Я — зомбі        | iZombie                       | Бердік / Джордан (епізод 2.10 «Method Head»)                |
| 2016      | тф |                  | A Time to Dance               | молодий Джон                                                |
| 2016      | с  |                  | Shut Eye                      | Крест (Crest) (4 епізоди)                                   |
| 2017      | тф |                  | Britney Ever After            | Вейд Робінсон                                               |
| 2017      | с  | Проект Mc²       | Project Mc²                   | Юлій (Uli) (5 епізодів)                                     |
| 2018      | с  | Чарівники        | The Magicians                 | Принц Міка (Prince Micah) (епізод 3.05 «A Life in the Day») |
| 2018      | ф  | Статус: Update   | Status Update                 | Браян Мессі (Brian Massey)                                  |
| 2018      | с  |                  | Take Two                      | Ерік Квін Фішер (Eric Quinn Fisher) (епізод 1.03 «Taken»)   |
| 2019      | с  |                  | The Murders                   | Брент Сінґер (1 епізод)                                     |
| 2019      | тф |                  | Christmas Jars                | Іен Максвелл                                                |
| 2019      | с  | Надприродне      | Supernatural                  | Енді Мей (епізод 15.5 «Proverbs 17:3»)                      |
| 2019      | тф |                  | A Homecoming for the Holidays | Тейлор Робб                                                 |
| 2020      | с  |                  | 50 States of Fright           | Ерік Фелт (1 епізод)                                        |